# Bataille de Serravalle
Neuvième guerre d'Italie
Batailles
- Perpignan
- Muros
- Nice
- Cérisoles
- Serravalle
- Saint-Dizier
- Boulogne
- Solent

La bataille de Serravalle opposa le 2 juin 1544, dans le cadre de la Neuvième guerre d'Italie, une armée espagnole commandée par Alfonso de Ávalos à une armée française composée de mercenaires italiens, commandée par Pierre Strozzi, laquelle fut anéantie. Cette victoire annihila les conséquences stratégiques de la victoire française à la bataille de Cérisoles et permit aux Espagnols d'obtenir le contrôle de la Lombardie.